# Messianismo cibernetico
Messianismo cibernetico è un termine utilizzato dallo scrittore greco Dīmītrīs Lyacos per descrivere una forma emergente di controllo sociale basata sull'integrazione tra comunicazione automatizzata, intelligenza artificiale e sistemi decisionali collettivi.

## Descrizione
Secondo un articolo pubblicato su Doppiozero, Lyacos rappresenta nel capitolo X di Finché la vittima non sarà nostra un "sistema di armonia perfetta" in cui la violenza è stata eliminata e le strutture religiose tradizionali vengono gradualmente sostituite da un'entità dominante con caratteristiche di un "superorganismo". L'uso del termine messianismo cibernetico viene paragonato da Lyacos alle concezioni storiche del messianismo. L'autore si riferisce a una trasformazione ed eventuale sostituzione delle nostre idee culturali di Dio con un sistema onnipresente di comunicazione automatizzata e, in ultima analisi, di processi decisionali in pieno coordinamento tra intelligenza artificiale e umana. La portata finale conduce a una supercollettività, in analogia con gli esempi di superorganismi biologici che si manifestano nel caso delle specie eusociali. Il termine può essere visto, secondo l'autore, come un'ulteriore espansione di concetti come la governamentalità di Michel Foucault e l'idea di società di controllo di Gilles Deleuze.
"Nell'introduzione dell'articolo, il critico Alessandro Mezzena Lona interpreta la conclusione del romanzo di Lyacos come l'imposizione di un sistema di controllo perfetto ("È bene ribadirlo: abbiamo eliminato la violenza") che ha redento l’uomo dalla sua animalità al punto da portarlo a sostituire lentamente il Dio dei riti collettivi, delle grandi religioni, con il Dio privato degli accumulatori di denaro e dei mistici. Per arrivare a un sempre più imminente messianismo cibernetico, dove un Superorganismo tecnologico riuscirà a imporre la gestione delle nostre vite. Dentro e fuori casa."

## Messianismo cibernetico e concetto di Dio
Lyacos, in riferimento ai capitoli conclusivi del suo romanzo distingue tre distinte concezioni di Dio: un "primo Dio" legato alla collettività e ai riti delle società preindustriali, un "secondo Dio" individuale associato all’ascesa dell’individualismo moderno, e un "terzo Dio" connesso a una dimensione tecnologica e automatizzata della comunicazione e della conoscenza collettiva.
Nella intervista in Doppiozero, Lyacos afferma: "Noi stessi abbiamo creato un’organizzazione intelligente capace di gestire le nostre vite. Un superorganismo che, portato al suo estremo, potrebbe imporre l’armonia perfetta nel mondo umano. Questo livello di conoscenza, realizzato in collaborazione tra uomini e macchine, finirà per annullare il desiderio di Dio. Presto non servirà più la figura divina che preghiamo nei riti religiosi di massa, e nemmeno quella che accompagna un individualismo sfrenato, caro ai mistici come ai profeti del capitale."